# Zara Devlin

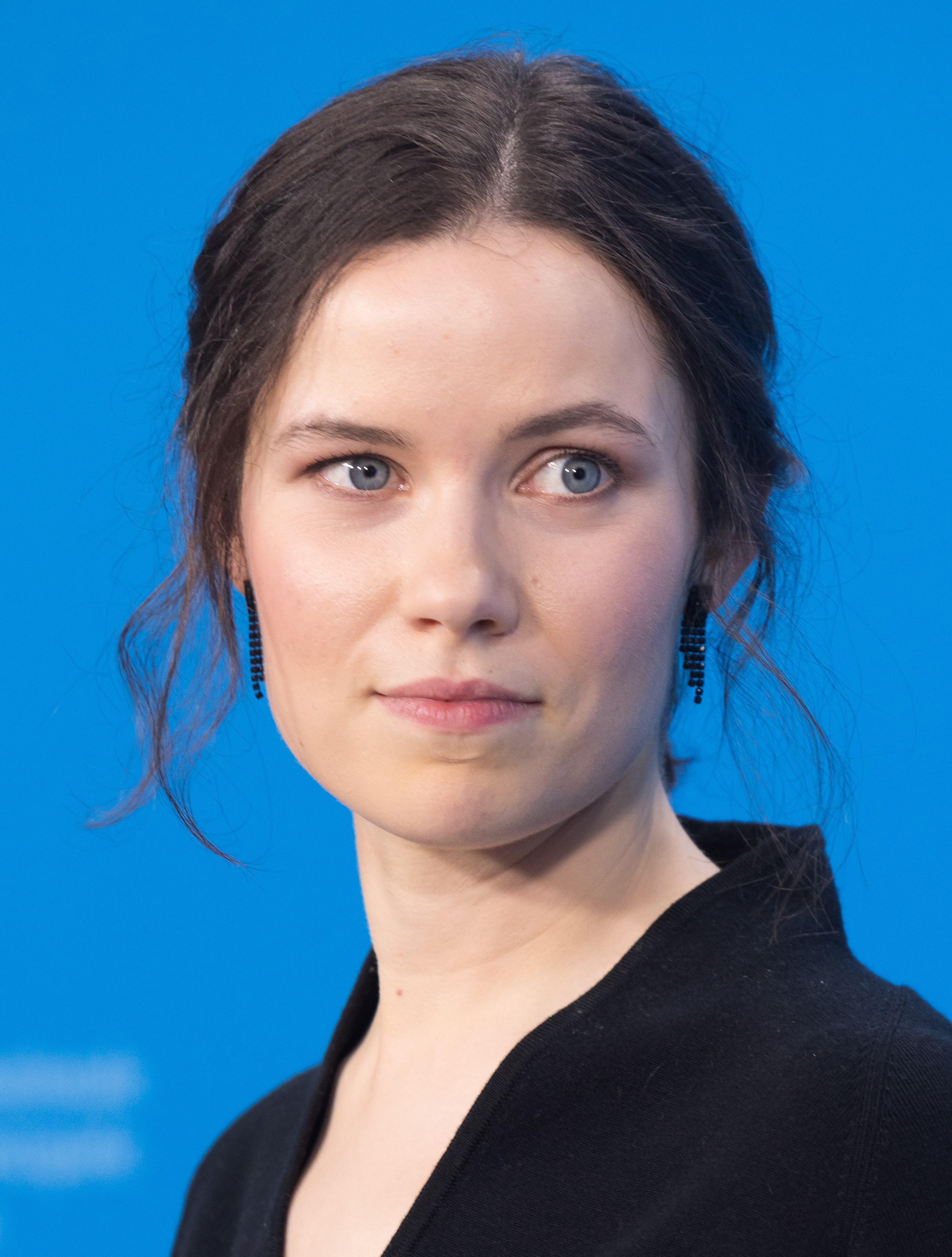
Zara Devlin, 2024

Zara Devlin ist eine irische Schauspielerin.

## Biografie
Devlin wurde in County Tyrone geboren. Sie hat einen Bruder und eine Schwester. Ihr Debüt gab sie 2018 in dem Kurzfilm Ghost Gaff. Anschließend spielte sie in A Bump Along the Way mit. Im selben Jahr war sie in The Other Lamb zu sehen. 2021 trat Devlin in der Serie Modern Love auf. 
Außerdem bekam sie 2022 in dem Film Ann die Hauptrolle. Für ihre Rolle wurde sie für den Irish Film and Television Award als Beste Hauptdarstellerin nominiert. 2023 wurde sie für den Film The Nightman gecastet.

## Filmografie
Filme
- 2018: Ghost Gaff
- 2019: A Bump Along the Way
- 2019: The Other Lamb
- 2022: Ann
- 2023: The Nightman

Serien
- 2021: Modern Love